# Калинове (Ізюмський район)
Кали́нове — село в Україні, у Борівській селищній громаді Ізюмського району Харківської області. Населення становить 226 осіб. До 2020 орган місцевого самоврядування — Підвисочанська сільська рада.

## Географія
Село Калинове знаходиться в урочищі Голубівка біля витоків річки Горохуватка, яка через 9 км впадає в Оскільське водосховище (річка Оскіл). Нижче за течією примикає село Гаврилівка. Від села Калинове до Оскільського водосховища 3 км.

## Історія
- 1730 - дата заснування[1].
- Село постраждало внаслідок геноциду українського народу, проведеного урядом СССР в 1932—1933 роках, кількість встановлених жертв у Підвисокому та Калиновому — 517 людей[2].
- 12 червня 2020 року, відповідно до Розпорядження Кабінету Міністрів України № 725-р «Про визначення адміністративних центрів та затвердження територій територіальних громад Харківської області», увійшло до складу Борівської селищної громади.[3]
- 19 липня 2020 року, в результаті адміністративно-територіальної реформи та ліквідації Борівського району, увійшло до складу Ізюмського району Харківської області[4].

## Населення

### Мова
Розподіл населення за рідною мовою за даними перепису 2001 року:
| Мова       | Кількість | Відсоток |
| ---------- | --------- | -------- |
| українська | 214       | 94.69%   |
| російська  | 12        | 5.31%    |
| Усього     | 226       | 100%     |

## Економіка
- В селі є машинно-тракторні майстерні.

## Відомі люди

### Народилися
- Ганзера Іван Миколайович (нар. 1987) — український співак, переможець шоу Голос країни.